# ميخائيل إس. بينيت
ميخائيل إس. بينيت (بالإنجليزية: Michael S. Bennett)‏ هو سياسي أمريكي، ولد في 1945 في برينرد في الولايات المتحدة. حزبياً، نشط في الحزب الجمهوري. وقد انتخب عضو مجلس ولاية فلوريدا وانتخب عضو مجلس نواب فلوريدا.